# Абордажная атака на «Лима Барруш» и «Кабрал»
Абордажная атака на «Лима Барруш» и «Кабрал» (порт. Abordagem dos couraçados «Lima Barros» e «Cabral») — военно-речное сражение эпохи Парагвайской войны, во время которого два бразильских броненосца были взяты на абордаж в окрестностях Умайты парагвайскими каноэ, но сумели отбиться.

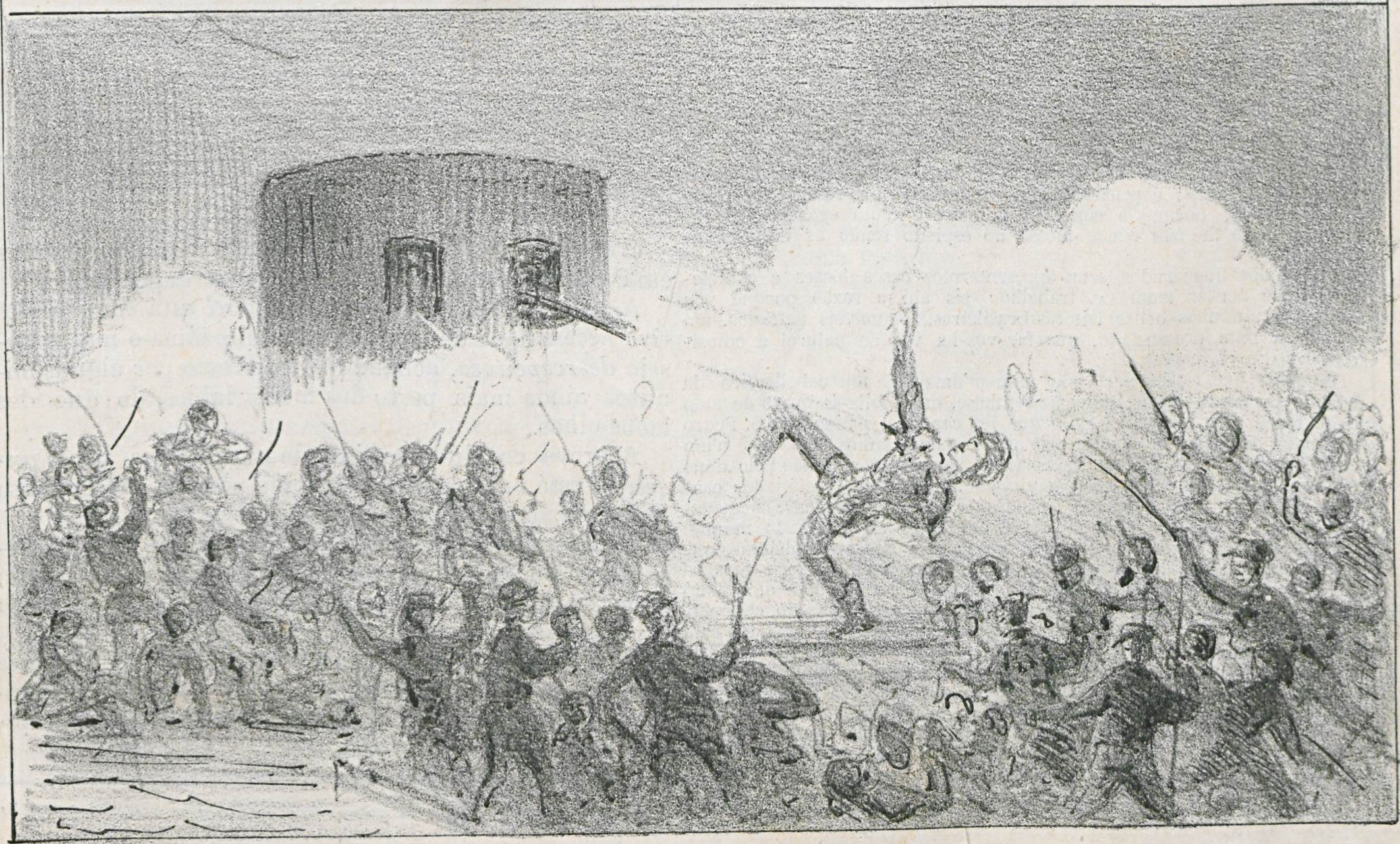
Эпизод боя 2 марта 1868 года.

Вечером 1 марта 1868 года бразильский императорский флот, совершивший переход мимо Умайты, встал на якорь в реке Парагвай перед редутом Тайи, севернее Умайты. Его авангард составляли броненосцы «Кабрал» и «Лима Барруш»; за их кормой стояли броненосец «Сильвадо» и броненосный корвет «Эрваль»; ниже, в устье Риу-ду-Ору, в качестве ретранслятора сигнала, броненосный корвет «Мариш-и-Барруш»; в Порту-Элизарио — броненосный корвет «Бразил» с адмиралом на борту и броненосец «Коломбо».
Операция была разработан самим парагвайским президентом маршалом Франсиско Солано Лопесом и имела своей целью захватить два броненосца и заставить остальной имперский флот уйти из реки Парагвай. Это позволило бы Лопесу взять на себя инициативу в действиях. Акция, которой командовал капитан Игнасио Генес, состоялась на рассвете 2 марта.
Воспользовавшись безлунной тёмной ночью и тем, что по течению постоянно плыли плоты и подмытые рекой деревья, 22 парагвайских каноэ, замаскированные ветвями и связанные попарно, с 288 бойцами, вооруженными мачете, топорами и саблями, вышли к «Кабралу» и «Лиме Барруш» и высадили людей, занявших верхнюю палубу боевых кораблей. Экипажи броненосцев заперлись в казематах и башнях и стали отражать из пистолетов и ружей попытки противника проникнуть внутрь. Парагвайцы бросали гранаты в дымовые трубы, но взорвались лишь некоторые из них.
Бой продолжался до рассвета, когда «Бразил», «Эрваль», «Марис-э-Баррос» и «Сильвадо» развели пары и подошли вплотную, открыв огонь картечью. Залпы из тяжелых пушек, сделанные почти в упор, снесли нападавших и с верхней палубы, и с поверхности реки. Одновременно они изрешетили у своих кораблей трубы, шлюпки, фальшборты и небронированные надстройки. Трупы парагвайцев усеяли палубу броненосцев, оставшиеся в живых стали уплывать. Тех, кто пытался спастись, выплывая на берег, бразильцы преследовали и убивали. Парагвайцы потеряли 150, бразильцы — 40 человек.
Так закончилась безрассудная попытка маршала изменить военную инициативу на реке. На следующий день, 3 марта, он оставил часть своей армии в Умайте и вместе со своими гвардейскими подразделениями и штабом через реку двинулся в Тимбо.